# Henri Cornet
Henri Cornet (Desvres, 4 de Agosto de 1884 – Prunay-le-Gillon, 18 de Março de 1941) foi um ciclista francês. Henri Cornet venceu a segunda edição (em 1904) do Tour de France, quando tinha apenas 20 anos (é o mais novo vencedor da prova). Ainda participou nesta prova em 1905, mas abandonou a prova quando esta em quarto lugar da geral. Em 1906 ganhou a prova Paris-Roubaix.